# Harold Kremer
Harold Kremer es un escritor colombiano, nacido en Buga en 1955 y residenciado en esta misma ciudad. Ha ejercido la enseñanza universitaria y la creación literaria en la ciudad de Cali.
Su obra narrativa se ha enfocado fundamentalmente en el subgénero del minicuento. Junto a Guillermo Bustamante Zamudio fundó y dirigió Ekuóreo, la primera revista hispanoamericana de minicuento
Ha sido profesor en la Universidad Icesi, Universidad del Valle, Universidad Libre y en la Universidad Santiago de Cali. En Cali es un permanente animador de los círculos literarios y de la investigación académica en torno a la narrativa.

## Obra
Cuento
- La noche más larga, 1984, Medellín, Lealon
- Rumor de mar, 1989, Bogotá, Carlos Valencia Editores
- El combate, 2004, Cali, Deriva Ediciones
- El enano más fuerte del mundo, 2004, Cali, Deriva Ediciones
- El prisionero de papá, 2005, Cali, Deriva Ediciones
- Patíbulo, 2014, Cali, Deriva Ediciones

Novela
- El color de la cera en su rostro, 2014, Medellín, Universidad de Antioquia

Otros
- La cajita cuadrada, 2007, Cali, Deriva Ediciones

Como compilador
- Los minicuentos de ekuóreo, antología de 100 minicuentos publicados en la revista ekuóreo, aniversario 21, 2003, Cali, Deriva Ediciones, compilado con Guillermo Bustamante Zamudio
- Una botella de ron pa'l flaco: crónicas caleñas, 2005, Cali, Universidad ICESI
- Sueños derribados: crónicas de salud pública, 2008, Cali, Universidad Libre
- Ekuóreo: un capítulo del minicuento en Colombia, 2008, Bogotá, Universidad Pedagógica Nacional, compilado con Guillermo Bustamante Zamudio

Como editor
- El cinturón de fuego y otras crónicas caleñas, 2008, Cali, Editorial Universidad Icesi